# Цього ранку у Нью-Йорку
«Цього ранку у Нью-Йорку» (англ. The Angriest Man in Brooklyn, дослівно: Найзліша людина в Брукліні) — американська комедійна драма 2014 року режисера Філа Олдена Робінсона з Робіном Вільямсом, Мілою Куніс, Пітером Дінклейджем, Джеймсом Ерлом Джонсом і Меліссою Лео в головних ролях. Ремейк ізраїльського фільму 1997 року «92 хвилини містера Баума». Це останній фільм з Робіном Вільямсом у головній ролі, який вийшов за його життя.

## Синопсис
Фільм розповідає історію Генрі Альтманна — роздратованого й озлобленого чоловіка, якому лікар діагностує страшну хворобу: аневризму головного мозку, яка, за думкою доктора, залишила Генрі не біліше 90 хвилин життя. Приголомшений новиною, Генрі мчить вулицями міста, намагаючись виправити помилки минулого, тоді як лікар, сповнена почуття відповідальності, розпочинає свою гонитву, прагнучи віднайти пацієнта й доправити до лікарні.

## Акторський склад
| Актор                | Роль                   |
| -------------------- | ---------------------- |
| Робін Вільямс        | Генрі Альтманн         |
| Міла Куніс           | доктор Шерон Гілл      |
| Пітер Дінклейдж      | Аарон Альтманн         |
| Мелісса Лео          | Бетт Альтманн          |
| Геміш Лінклатер      | Томмі Альтманн         |
| Джеймс Ерл Джонс     | Рубен                  |
| Саттон Фостер        | Адела                  |
| Річард Кайнд         | Бікс Філд              |
| Джеррі Адлер         | Купер                  |
| Да'Він Джой Рендольф | медсестра Роуен        |
| Луї Сі Кей           | доктор Філдінг (камео) |

## Випуск
У листопаді 2013 року Lionsgate придбала права на розповсюдження фільму. 23 травня 2014 року фільм вийшов в обмежений прокат та на відео на замовлення.
Фільм вийшов на DVD та Blu-ray 22 липня 2014 року.